# Балан (Харгита)
Балан (рум. Bălan) насеље је у Румунији у округу Харгита у општини Балан. Oпштина се налази на надморској висини од 890 m.

## Становништво
Према подацима из 2002. године у насељу је живело 7902 становника.

### Попис2002.
| Расподела становништва по националности 2002.‍ | Расподела становништва по националности 2002.‍ | Расподела становништва по националности 2002.‍ | Расподела становништва по националности 2002.‍ | Расподела становништва по националности 2002.‍ |
| --------------------------------------------- | --------------------------------------------- | --------------------------------------------- | --------------------------------------------- | --------------------------------------------- |
|                                               |                                               |                                               |                                               |                                               |
| Румуни                                        | Румуни                                        |                                               | 5.121                                         | 64,8%                                         |
| Мађари                                        | Мађари                                        |                                               | 2.703                                         | 34,2%                                         |
| Роми                                          | Роми                                          |                                               | 54                                            | 0,7%                                          |
| Чанго                                         | Чанго                                         |                                               | 21                                            | 0,3%                                          |